# Brickellin
Brickellin es un flavonol. Se puede aislar de Brickellia veronicifolia.